# Episodi di Homicide Hills - Un commissario in campagna (terza stagione)
La terza stagione di Homicide Hills - Un Commissario in Campagna è stata trasmessa sul canale tedesco Das Erste dal 9 settembre al 16 dicembre 2014.
In Italia, la stagione è andata in onda dal 13 al 21 ottobre 2016 su Rai 2.
| n° | Titolo originale             | Titolo italiano         | Prima TV originale | Prima TV Italia |
| -- | ---------------------------- | ----------------------- | ------------------ | --------------- |
| 1  | Sophies Welt                 | Il mondo di Sophie      | 9 settembre 2014   | 13 ottobre 2016 |
| 2  | Der Carport                  | La lancia assassina     | 16 settembre 2014  | 13 ottobre 2016 |
| 3  | Gulasch für den Geiselnehmer | Gulasch e rapimenti     | 23 settembre 2014  | 14 ottobre 2016 |
| 4  | Der letzte Vorhang           | L'ultimo sipario        | 30 settembre 2014  | 14 ottobre 2016 |
| 5  | Klingelingeling              | Il ragazzo delle uova   | 7 ottobre 2014     | 17 ottobre 2016 |
| 6  | Moorleiche                   | La mummia della palude  | 14 ottobre 2014    | 18 ottobre 2016 |
| 7  | Einer muss singen            | Qualcuno canta sempre   | 21 ottobre 2014    | 18 ottobre 2016 |
| 8  | Frites speciaal              | Salsa olandese          | 4 novembre 2014    | 19 ottobre 2016 |
| 9  | Spuk in Hengasch             | Il fantasma di Hengasch | 11 novembre 2014   | 19 ottobre 2016 |
| 10 | Lovehotel Traube             | Servizio in camera      | 25 novembre 2014   | 20 ottobre 2016 |
| 11 | Sankt Kennedy                | Attentato a San Martino | 2 dicembre 2014    | 20 ottobre 2016 |
| 12 | Tod eines Roadies            | Mamme e bugie           | 9 dicembre 2014    | 21 ottobre 2016 |
| 13 | Sophie kommet doch all       | Regali di Natale        | 16 dicembre 2014   | 21 ottobre 2016 |